# Juli (band)
 For alternative betydninger, se Juli. (Se også artikler, som begynder med Juli)
Juli er en musikgruppe fra Gießen i Tyskland. 

## Historie
I 1990'erne begyndte Simon Triebel, Jonas Pfetzing og Dedi Herde at spille engelsksproget musik under navnet Sunnyglade. Deres første sangerinde var Miriam Adameit, trommeslager var Martin Möller. Disse fem musikere udgav albummet, Pictures Of My Mind, i 1998. I senere år kom Eva Briegel og Marcel Römer som nye medlemmer.
Efter en ophold i Berlin afgjorde bandet i 2001 at opgive Sunnyglade med alle deres engelsksprogede sange og de begyndte at skrive musik på tysk. De kaldte sig Juli efter en sang af det berlinske band Tex. I 2003 fik de deres pladekontrakt med Universal Music og udgav deres debutalbum Es ist Juli.
Albummet og debutsinglen Perfekte Welle, som begge udkom i sommeren 2004, var en stor succes i Tyskland, Østrig og Schweiz. Sammen med Wir sind Helden og Silbermond, Juli var en af flere tysksprogede pop- og rockgrupper som fik deres gennembrud i disse år. I juli 2005 spillede de til Live 8 i Berlin. Efter fem singler og mange koncerter gik de tilbage til studiet for at optage deres andet album. 
Også det nye album Ein neuer Tag, som udkom i oktober 2006, blev meget succesrigt. I 2007 spillede bandet bl.a. til Live Earth i Hamborg, offentliggjorde en single med den amerikanske band Dashboard Confessional og producerede deres første livealbum og DVD. Efter en sidste turné i november 2007 fik de en lang pause med kun få offentlige optræner i mere end to år. I juli 2010 blev det bekendtgjort at deres tredje album In Love skal udkomme i efteråret.

## Diskografi

### Album/DVD
- 2004: Es ist Juli
- 2006: Ein neuer Tag
- 2007: Ein neuer Tag – live (album)
- 2007: Ein neuer Tag – live (DVD)
- 2010: In Love
- 2014: Insel

### Singler
- 2004: Perfekte Welle
- 2004: Geile Zeit
- 2005: Regen und Meer
- 2005: Warum
- 2005: November
- 2006: Dieses Leben
- 2006: Wir beide
- 2007: Zerrissen
- 2007: Stolen (Dashboard Confessional feat. Juli)
- 2007: Ein neuer Tag
- 2008: Dieses Leben (Rhythms del Mundo feat. Juli)
- 2010: Elektrisches Gefühl
- 2011: Immer wenn es dunkel wird
- 2011: Süchtig
- 2011: Du lügst so schön (kun download)
- 2014: Insel (kun download)